# Kózki (Biała Piska)
Kózki (deutsch Kosken) ist ein Dorf in der polnischen Woiwodschaft Ermland-Masuren, das zur Gmina Biała Piska (Stadt- und Landgemeinde Bialla, 1938 bis 1945 Gehlenburg) im Powiat Piski (Kreis Johannisburg) gehört.

## Geographische Lage
Kózki liegt im südlichen Osten der Woiwodschaft Ermland-Masuren, 18 Kilometer südöstlich der Kreisstadt Pisz (deutsch Johannisburg).

## Geschichte
Bereits um 1471 war das Gebiet um Schoschken besiedelt. Als kleines Dorf besteht es erst seit 1484, wurde es in diesem Jahr doch als Freigut mit zehn Hufen vom Deutschen Ritterorden nach magdeburgischem Recht gegründet. Als Ortsnamen wurden Kostken (nach 1471), Koschke (nach 1579), Koszken (nach 1785) und Kosken (bis 1945) genannt.
Im Jahre 1874 wurde die Landgemeinde Kosken in den neu errichteten Amtsbezirk Morgen eingegliedert. In den Amtsbezirk einbezogen waren auch die Nachbarorte Itzken (polnisch Idźki) und Niegossen (polnisch Niegosy), die jedoch vor 1908 ihre Selbständigkeit aufgaben und in die Gemeinde Kosken integriert wurden.
Itzken/Idźki
Der kleine Ort Itzken liegt südwestlich von Kosken und  wurde 1471 als Freigut mit zehn Hufen wie Kosken vom Deutschen Ritterorden gegründet, bestand aus ein paar kleinen Gehöften und wurde nach 1540 noch Jezken genannt. Der Ort bestand bis 1945 als Ortschaft der Gemeinde Kosken und wurde nach 1945 zu nicht genannter Zeit aufgegeben bzw. ging in dem Dorf Kózki auf und wird wohl als „Kózki-Idźki“ genannt.
Niegossen/Niegosy
Niegossen wurde ebenfalls im Jahre 1471 als Freigut mit zehn Hufen vom Deutschen Ritterorden gegründet. Der kleine Ort liegt nordöstlich von Kosken. Bis 1912 wurde Niegossen namentlich erwähnt, danach gilt er wohl als in der Gemeinde Kosken aufgegangen. Nach 1945 wurde er lediglich als Niegosy genannt, gilt aber als untergegangen.
Kosken mit den beiden Ortschaften Itzken und Niegossen zählte am 1. Dezember 1912 insgesamt 182 Einwohner. Die Zahl stieg bis 1933 auf 190 und betrug 1939 noch 150.
Aufgrund der Bestimmungen des Versailler Vertrags stimmte die Bevölkerung im Abstimmungsgebiet Allenstein, zu dem Kosken gehörte, am 11. Juli 1920 über die weitere staatliche Zugehörigkeit zu Ostpreußen (und damit zu Deutschland) oder den Anschluss an Polen ab. In Kosken stimmten 100 Einwohner für den Verbleib bei Ostpreußen, auf Polen entfielen keine Stimmen.
Im Jahr 1945 wurde in Kriegsfolge das gesamte südliche Ostpreußen an Polen überstellt, wovon nun eben auch Kosken mit Itzken und – nominell – Niegossen betroffen war. Alle drei Orte erhielten polnische Namensformen: Kózki, Idźki und Niegosy. Als Ortschaft im Verbund der Stadt- und Landgemeinde Biała Piska gilt nur noch Kózki, das jetzt auch Sitz eines Schulzenamtes ist. Die Einwohnerzahl Kózkis belief sich im Jahre 2011 auf 87.

## Religionen
Bis 1945 war die Gemeinde Kosken mit Itzken und Niegossen in die evangelische Kirche Kumilsko (1938 bis 1945 Morgen, polnisch Kumielsk) in der Kirchenprovinz Ostpreußen der Kirche der Altpreußischen Union sowie in die römisch-katholische Kirche Johannisburg (polnisch Pisz) im Bistum Ermland eingepfarrt.
Heute gehört Kózki katholischerseits zur Pfarrei Biała Piska mit der Filialkirche im nähergelegenen Kowalewo (Kowalewen, 1938 bis 1945 Richtwalde), zugehörig zum Bistum Ełk der Römisch-katholischen Kirche in Polen. Auch die evangelischen Einwohner halten sich in Biała Piska zu ihrer Kirchengemeinde, die eine Filialgemeinde der Pfarrei Pisz ist und zur Diözese Masuren der Evangelisch-Augsburgischen Kirche in Polen gehört.

## Schule
Kosken wurde im Jahre 1759 ein Schulort.

## Verkehr
Kózki liegt ein wenig abseits vom Verkehrsgeschehen und ist über Nebenstraßen von den Nachbarorten Szkody (Skodden, 1938 bis 1945 Schoden) bzw. Brzózki Małe (Klein Brzosken, 1930 bis 1945 Birkental) aus zu erreichen. 